# Uraniu
Uraniu, în latină uranium, este un element chimic, un metal, din seria actinidelor a sistemului periodic al elementelor care are simbolul chimic U și numărul atomic 92. 

Uraniu

Configurația electronică a atomului de uraniu

Uraniul are cea mai mare masă atomică dintre toate elementele naturale (a se vedea plutoniu). Uraniul este aproximativ cu 70% mai dens decât plumbul și este ușor radioactiv. Distribuția sa naturală este de circa câteva părți per milion în sol și roci și de circa 1000 de ori mai scăzută în apă. Uraniul este extras industrial din minereuri uranifere relativ bogate în conținut (de exemplu uraninit), prin procedee mecanice, fizice și chimice. 

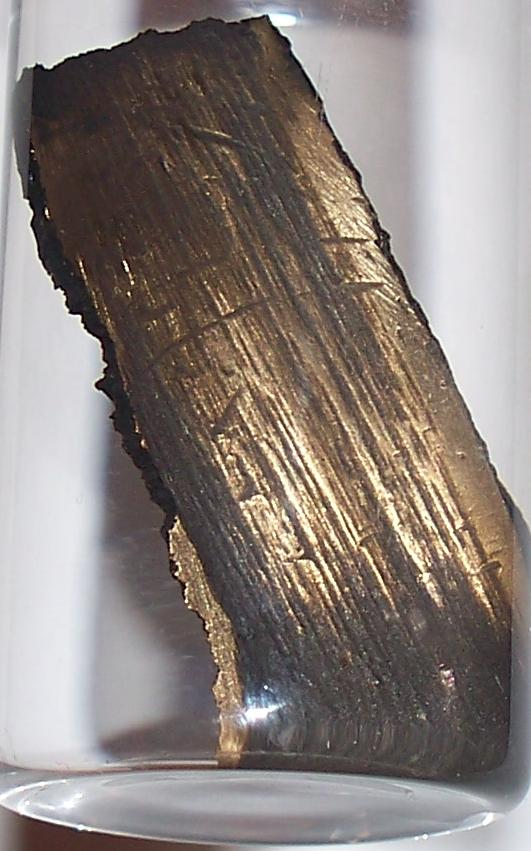
Probă de uraniu

Forma naturală a elementului chimic Uraniu care are numărul atomic 92.
Principalii izotopi ai uraniului sunt:
- {\displaystyle _{92}^{234}U_{142}^{}} cu o abundență de 0,006%;

- {\displaystyle _{92}^{235}U_{143}^{}} cu o abundență de 0,72%;
- {\displaystyle _{92}^{238}U_{146}^{}} cu o abundență de 99,275%.

Uraniul cu o concentrație de U-235 mai mare decât cea naturală este numit uraniu îmbogățit (se obține într-o instalație de separare izotopică).

## Stare naturală

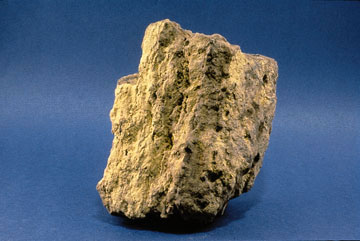
Uraniul

În stare naturală, uraniul se găsește sub formă preponderent a izotopului uraniu 238 (99,275 %), respectiv a izotopilor uraniu 235 (0,711 %) și a unei cantități foarte reduse de uraniu 234 (0,005 %). Această proporție din natură se datorează timpului de înjumătățire al celor trei izotopi, pentru uraniu 238 acesta este de 4,47 miliarde de ani, dar pentru uraniu 235 este de 704 milioane de ani. Indiferent de izotop, atomii de uraniu fisionează spontan emițând particule alfa., proces exploatat în datarea vârstei Pământului (vezi datarea uraniu-thoriu, datarea uraniu-plumb și datarea uraniu-uraniu). La fel ca thoriul și plutoniul, uraniul este fisionabil, însemnând că se poate descompune (scinda) ușor în elemente mai ușoare. În timp ce uraniul-238 (material fertil) prezintă o mică probabilitate de fisiune spontană sau fisiune datorată bombardării cu neutroni rapizi, uraniul-235 și uraniul-233 prezintă o mare probabilitate de fisiune când sunt bombardați cu neutroni lenți. Acest efect generează energie prin fisiune nucleară, fiind folosit precum combustibil în reactorul nuclear. De asemenea, poate fi utilizat ca material fisionabil pentru armele nucleare. Ambele fenomene se bazează pe capacitatea uraniului de a întreține o reacție de fisiune nucleară în lanț. Uraniul epuizat (saracit in uraniul-235) este folosit în penetratorul cu energie cinetică și blindarea vehiculelor.

## Istoric
Uraniul este folosit pe post de colorant în sticla de uraniu, producând diferite tente de culoare, de la portocaliu-roșu până la galben-lămâi. A fost de asemenea folosit și pentru a umbri și a da tente de culoare în arta fotografică. Descoperirea, în anul 1789 a uraniului în mineralul pehblendă, îi este acreditată lui Martin Heinrich Klaproth, care a numit noul element după planeta Uranus. Eugène-Melchior Péligot a fost prima persoană care a reușit să izoleze acest metal, iar proprietățile sale radioactive au fost descoperite, în 1896, de către Antoine Becquerel. Cercetările lui Enrico Fermi, Otto Hahn și alții, începând din 1934, au condus la folosirea acestuia drept combustibil în industria energiei nucleare și în Little Boy, prima armă nucleară folosită în război. Disputa ce a dat tonul Războiului Rece între Statele Unite și Uniunea Sovietică a dus la producerea a zeci de mii de arme nucleare ce foloseau uraniu îmbogățit, sau un derivat al uraniului, plutoniul. Date despre securizarea acestor arme și a materialelor fisionabile folosite în acestea, potrivit articolului "destrămarea Uniunii Sovietice" în 1991, împreună cu sumedenia de teste nucleare și accidente nucleare reprezintă o neliniște pentru sănătatea și siguranța publică.

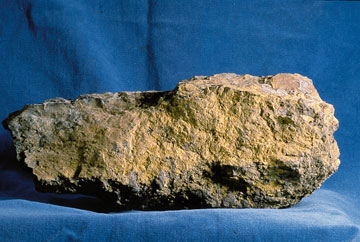
Minereu de uraniu

## Utilizări și obținere
Uraniul este un metal care face parte dintre elementele chimice care au jucat un rol deosebit la dezvoltarea energeticii nucleare prin proprietatea acestuia de a fi fisionabil și a elibera energie. Uraniul este destul de răspândit în natură sub forma diferitelor tipuri de minereuri (pehblendă, uraninit, torbernit, carnotit, etc.). Uraniul este folosit, actualmente, drept combustibil nuclear sub forma uraniului metalic sau a unor compuși chimici. În reactorul nuclear este produsă, de fapt, o explozie atomică controlată prin intermediul unor bare absorbante de neutroni (conținând bor sau cadmiu) care au rolul de a absorbi neutronii în exces. În toate cazurile se pune problema obținerii, fie a uraniului, fie a unor săruri ale acestuia de puritate nucleară. Impuritățile (chiar urme, de exemplu, bor, element cu secțiune de captură foarte mare) pot duce la deranjamente grave, din cauza unor secțiuni de captură mari. Datorită acestui lucru apare necesitatea utilizării unei tehnologii de purificare a substanțelor. Uraniul formează o serie de oxizi, dintre care îi amintim pe cei mai importanți: U3O8, UO3 și UO2. Primul se poate obține din calcinarea diuranatului de amoniu și azotatului de uraniu, UO3 rezultă prin calcinarea azotatului, iar UO2 prin reducerea UO3 cu H2. Uraniul natural are un conținut scăzut în izotopul 235U, izotop fisionabil utilizat la reactorii nucleari. În cazul reactorilor moderați cu grafit și răciți apa ușoară se pune problema îmbogățirii uraniului, crescând concentrația în izotopul 235U (care există cam în proporție de 0,5-1 % în uraniul natural, restul fiind 238U nefisionabil). Un exemplu de proces de îmbogățire este următorul: în  prima fază se amestecă UF6 cu un gaz purtător (H2 sau He). Curentul de gaze este trecut printr-o centrifugă de îmbogățire compusă dintr-un cilindru metalic care se rotește foarte repede (20 000 rotații/minut). Aici are loc separarea izotopilor după masele lor. Spre centrul cilindrului ajunge izotopul ușor, 235U care părăsește cilindrul printr-o serie de conducte și ajunge într-o uzină de procesare unde este transformat în oxizi. Izotopul 238U se va deplasa spre exteriorul cilindrului, loc de unde va fi colectat și va fi utilizat, în general, la prepararea unor reactivi de laborator [UO2(CH3COO)2, UO2(NO3)2] care nu trebuie să conțină izotopul periculos (emite și raze gamma) 235U. Alte metode de îmbogățire sunt difuzia gazoasă, separarea electromagnetică (în calutron), etc.

## Proprietăți fizice
- Metal radioactiv, Izotopul 235U având timpul de înjumătățire de cca. 760 de milioane de ani.
- Are densitate foarte mare, lucru care-l face să fie utilizat (izotopul 238U) la fabricarea unor greutăți mici (de exemplu pentru giroscoape), dar cu masa mare, de asemenea, izotopul menționat se poate utiliza la fabricarea blindajelor pentru tancuri, dar și pentru fabricarea muniției (proiectile cu vârf de uraniu). Dezavantajul muniției de uraniu este contaminarea terenului la momentul exploziei, un lucru nedorit, praful de uraniu putând ajunge în organisme vii unde va provoca mutații în celule și deci cancer (uraniul și toate radioelementele sunt cunoscute pentru proprietățile lor mutagene și cancerigene- atenție nu există studii care să coroboreze direct acest lucru în cazul uraniului, care nu a fost îmbogățit sau alterat). În anumite cazuri, uraniul se utilizează la ecranarea unor surse foarte puternice de radiație (de exemplu Cobalt 60, Cesiu 137) utilizate în radioterapie sau defectoscopie. Oxidul U3O8 are culoarea galbenă, lucru ce l-a făcut utilizat la colorarea vaselor de porțelan și a sticlei (sticla de uraniu). În anumite cazuri, oxidul de uraniu a fost utilizat la fabricarea danturilor false. Uraniul era adăugat pentru că dinții falși să aibă fluorescența celor adevărați. În general, oxizii uraniului au fost folosiți ca și coloranți. Chiar și oxidul negru de uraniu a fost folosit pentru emailarea anumitor vase de porțelan. Sărurile de uraniu (azotat) erau folosite în tehnica fotografică, pentru realizarea fotografiilor în tonuri sepia.

## Producția
În anul 2009, producția mondială de uraniu a fost de circa 50.000 de tone, cea mai mare cantitate fiind extrasă din Kazahstan.
Australia este și ea un jucător important pe piața uraniului: nu numai că deține 23% din rezervele mondiale, dar pe teritoriul său există cel mai mare zăcământ din lume, celebrele mine Olympic Dam, din sudul țării.
Statele Unite sunt cel mai mare consumator de uraniu, cu o medie de 9.000 de tone consumate anual.
Un raport oficial întocmit de experții Uniunii Europene la nivelul anului 2001 stipula încă de pe atunci că resursele mondiale de uraniu vor mai ajunge doar pentru 42 de ani de exploatări.
Dacă la nivelul anului 2001, prețul uraniului era de 6,4 $/livră (1 livră= 453 g), în anul 2010 prețul a ajuns la valoarea de 46,5 $/livră.